# Sargocentron macrosquamis
Sargocentron macrosquamis är en fiskart som beskrevs av Golani, 1984. Sargocentron macrosquamis ingår i släktet Sargocentron och familjen Holocentridae. Inga underarter finns listade i Catalogue of Life.